# Mityng o Puchar Dyrektora OPO 1998
Mityng o Puchar Dyrektora Ośrodka Przygotowań Olimpijskich – zawody lekkoatletyczne, które odbyły się 7 lutego 1998 w hali Ośrodka Przygotowań Olimpijskich w Spale.
Zwyciężczyni konkursu kulomiotek – Krystyna Danilczyk, jako pierwsza Polka przekroczyła 19 metrów w hali.

## Wybrane rezultaty

### Mężczyźni
| Konkurencja:                   | 1. miejsce          | Rezultat |
| Bieg na 60 metrów              | Piotr Balcerzak     | 6,77     |
| Bieg na 200 metrów             | Marcin Urbaś        | 21,55    |
| Bieg na 300 metrów             | Paweł Wenderski     | 34,94    |
| Bieg na 400 metrów             | Robert Maćkowiak    | 47,20    |
| Bieg na 800 metrów             | Sebastian Miller    | 1:51,04  |
| Bieg na 60 metrów przez płotki | Marcin Kuszewski    | 8,09     |
| Skok w dal                     | Tomasz Linka        | 7,65     |
| Trójskok                       | Jacek Kazimierowski | 16,05    |
| Pchnięcie kulą                 | Przemysław Zabawski | 18,15    |

### Kobiety
| Konkurencja:       | 1. miejsce         | Rezultat |
| Bieg na 60 metrów  | Marzena Pawlak     | 7,46     |
| Bieg na 200 metrów | Marzena Pawlak     | 24,44    |
| Bieg na 400 metrów | Monika Warnicka    | 55,08    |
| Skok wzwyż         | Urszula Włodarczyk | 6,28     |
| Trójskok           | Liliana Zagacka    | 13,18    |
| Pchnięcie kulą     | Krystyna Danilczyk | 19,03 NR |